# Oh, az édes otthon
Az Oh, az édes otthon a Frakk, a macskák réme című rajzfilmsorozat negyedik évadjának tizenharmadik és egyben utolsó része.

## Cselekmény
Károly bácsi és Frakk megüzeni Irma néninek, hogy hazafelé jönnek a csónakon, de három macska is van velük. Irma néni, Lukrécia és Szerénke erre megpróbálnak rákészülni. Károly bácsi és Frakk elajándékozza az összes macskát.

## Alkotók
- Rendezte: Cseh András
- Írta: Bálint Ágnes
- Zenéjét szerezte: Pethő Zsolt
- Operatőr és animátor: Radvány Zsuzsa
- Hangmérnök: Bársony Péter
- Vágó: Czipauer János
- Grafikai terv és forgatókönyv: Várnai György
- Háttér: Szálas Gabriella
- Rajzolták: Czeglédi Mária, Menyhárt Katalin, Somos Zsuzsa
- Munkatársak: Nánási Eta, Völler Ágnes, Zsebényi Béla
- Színes technika: György Erzsébet
- Gyártásvezető: Bende Zsófi

Készítette a Magyar Televízió megbízásából a Pannónia Filmstúdió

## Szereplők
- Frakk: Szabó Gyula
- Lukrécia: Schubert Éva
- Szerénke: Váradi Hédi
- Károly bácsi: Suka Sándor
- Irma néni: Pártos Erzsi
- Lajcsi: Pálok Gábor
- Cicák: ?
- Horgász: Perlaki István
- Tengerész: Horkai János
- Tengerész kutyája: Botár Endre
- Teherautó sofőr: Orosz István